# Werner Brekewoldt
Werner Brekewoldt (* um 1400 in Lübeck; † zwischen 1432 und 1440 ebenda) war Kirchenrechtler und zweiter Rektor der Universität Rostock.

## Leben
Brekewoldt entstammte einer Lübecker Patrizierfamilie und war Sohn des Gewandschneiders und Lübecker Bürgermeisters Konrad Brekewoldt. Er studierte von 1415 bis 1418 Kirchenrecht an der Universität Paris und schloss dort als Lizentiat ab. Im Wintersemester 1419/1420 immatrikulierte er sich als Dominus („Dns.“) und Graduierter („lic. in decretis“) an der juristischen Fakultät an der Universität Rostock. 1420 wurde er zweiter Rektor der Universität als Nachfolger des Gründungsrektors Petrus Stenbeke. 1424 reiste er nach Italien, um in Rom zu promovieren und seine Anwartschaften auf Kanonikate am Lübecker Dom und in Bützow der Kurie vorzutragen. Vor 1428 zog er sich in seine Heimatstadt Lübeck zurück, wo er zwischen 1432 und 1440 verstarb und im Lübecker Dom bestattet wurde. Sein Grabmal ist nicht erhalten und auch nicht dokumentiert.